# Перлина кохання
«Перлина кохання» (англ. The Pearl of Love) — оповідання англійського письменника Герберта Веллса, видане 1924 року. Це історія про перехід від любові до одержимості.

## Сюжет
Молодий князь у північній Індії зустрічає і закохується в «молоду дівчину невимовної краси». Пара одружується і рік живе разом. Але одного дня дівчина вмирає від отруйного жала в саду. Князь проводить два дні в жалобі. Після цього вирішує поховати дружину з великою розкішшю. Далі він вирішує створити величний пам'ятник, який хоче назвати «Перлина кохання».
Князь будує пам'ятник багато років, багато разів добудовує і перебудовує його, щоб зрештою розмістити саркофаг із тілом дружини в цьому комплексі. І от коли будівництво завершено й саркофаг розміщують в цій споруді, він розуміє, що бачить щось зайве. Цим зайвим виявляється саркофаг із тілом дружини.